# Liste des ponts de Montluçon
La ville de Montluçon (Allier) comprend plusieurs ponts, essentiellement au-dessus du Cher, mais également au-dessus d'anciennes sections du canal de Berry.

## Cher
Sept ponts enjambent le Cher sur la commune dont quatre ponts routiers: 
- Pont Saint-Pierre, qui relie Ville-Gozet au centre[1].
- Pont des Isles,
- Pont Saint-Jacques,
- Pont du Châtelet,

Une passerelle piétonnière métallique au niveau de l'hippodrome et deux ponts ferroviaires :
- un près de la gare,
- un au sud après l'hippodrome, à l'entrée des gorges du Cher.

## Canal de Berry
Le Canal de Berry se termine à Montluçon, perpendiculairement au Cher. Aujourd'hui comblée, cette partie était alors un port. Plusieurs ponts franchissaient le canal, généralement proches des écluses. 

## Autres ponts
Il existe également plusieurs autres ponts à Montluçon : 
- au-dessus ou au-dessous des voies de chemin de fer ;
- un pont routier et une passerelle piétonnière au-dessus du Polier, un affluent du Cher ;
- au-dessus des ruisseaux des Serpents, de Vernoele, des Fromentaux/Loubière et du Lamaron (canalisé en centre ville, en bordure du boulevard de Courtais).